# Celia Imrie
Celia Diana Savile Imrie (Guildford, 15 de julio de 1952) es una actriz y novelista británica descrita en 2003 como «una de las actrices británicas más exitosas de las últimas décadas».

## Primeros años
Imrie nació en 1952 en Guildford, Surrey, la cuarta de cinco hijos del matrimonio de Diana Elizabeth Blois (née Cator) y David Andrew Imrie, un radiólogo. Su padre era de Glasgow, Escocia.
Asistió a la Guildford High School y Guildford School of Acting. 

## Carrera
La trayectoria de Imrie incluye películas, televisión, radio y teatro. Sus créditos cinematográficos incluyen Nanny McPhee, Hilary y Jackie y la película de 1997 de The Borrowers donde interpretó a Homily Clock. Otras películas suyas son Bridget Jones's Diary, Calendar Girls, Highlander y Star Wars: Episodio I - La amenaza fantasma. En 2007 hizo una aparición en St Trinian's. 
Sus créditos televisivos incluyen The Nightmare Man, Oranges Are Not the Only Fruit, Casualty, Absolutely Fabulous, The Darling Buds of May y Upstairs, Downstairs. 
En la miniserie Gormenghast del 2000, interpretó a Lady Gertrude. También apareció en el drama televisivo de la BBC de 2005, Mr. Harvey Lights a Candle, interpretando el papel de una maestra que lleva a un grupo rebelde a alumnos de excursión a la catedral de Salisbury. Durante los años 2007 y 2008 protagonizó, junto a Nicholas Lyndhurst, la sitcom After You Have Gone de la BBC, esta actuación fue aclamada por la crítica, sin embargo fue descrita como "maltratada criminalmente". Además, Imrie formó parte del elenco principal de la serie de televisión Kingdom de ITV1.  
En 2013, interpretó, como actriz invitada, a la villana Miss Kizlet de Doctor Who, en el episodio The Bells of Saint John.
En 2005, recibió críticas muy positivas por su debut en el escenario estadounidense en Unsuspecting Susan. En 2009, apareció en Plague Over England en el West End, una obra sobre Sir John Gielgud, por esa actuación recibió críticas positivas. Ese mismo año, apareció en el estreno mundial de Robin Soans ' Mixed Up North, dirigida por Max Stafford-Clark. En 2010, participó junto a Robin Soans en una producción de The Rivals de Sheridan. 
Su trabajo en la radio incluye partes en No Commitments y Bleak Expectations de BBC Radio 4. A principios de 2007, narró el libro Arabella, transmitido durante dos semanas como el Libro a la hora de acostarse. 
En mayo de 2016, hizo su debut en la televisión estadounidense en la serie de acción y aventuras de DC Legends of Tomorrow, interpretando a Mary Xavier. Desde septiembre de 2016, ha interpretado a Phyllis en la serie FX Better Things. 

### Trabajo con Victoria Wood
Imrie es principalmente conocida por sus frecuentes colaboraciones con Victoria Wood, con quien apareció en programas de televisión como la sitcom Dinnerladies y el programa de sketches, Victoria Wood as Seen on TV. Fue en el último programa en 1985 que interpretó a Miss Babs, propietaria de Acorn Antiques, una parodia de la telenovela británica de bajo presupuesto, Crossroads. 
Esos sketches se convirtieron en una institución tan británica que el espectáculo se convirtió en 2005, en Acorn Antiques: The Musical!, un musical del West End, protagonizado por la mayoría del elenco original. Imrie ganó un Premio Olivier en 2006 por esta interpretación. El personaje tiene el cabello rubio y rizado, y es conocida por sus frecuentes coqueteos paródicos con los clientes y sus interacciones con la ama de llaves Mrs. Overall (interpretada por Julie Walters).

### Libros
Su novela debut, Not Quite Nice, fue publicada por Bloomsbury en 2015, y estuvo seis semanas en el Top 10 del Sunday Times y fue citada por The Times como una "pieza de entretenimiento deliciosa", alcanzando también el número 5 en la lista de Apple ibook y 8 en Amazon.  Su segunda novela Nice Work (If You Can Get It) se publicó en 2016 y su tercera, Sail Away se publicó en febrero de 2018. Su siguiente trabajo, A Nice Cup Of Tea, se publicó en 2019.

### Mamma Mia! Here We Go Again
Como parte del elenco de la película de 2018, Mamma Mia! Here We Go Again, Imrie logró su primer sencillo en el Top 40 del Reino Unido junto a Lily James con una versión de la canción de ABBA "When I Kissed the Teacher", que alcanzó el número 40 en agosto de 2018.

## Vida personal
Imrie vive en Londres y en Cowes en la isla de Wight. Tiene un hijo, Angus Imrie, con el actor Benjamin Whitrow, pero ha dicho que "odiaba la idea del matrimonio", describiéndolo como un "mundo de encubrimiento y compromiso". Angus aparece como su hijo en la pantalla en Kingdom y ha actuado en otras producciones y está estudiando drama y actuación en la Universidad de Warwick.
Cuando tenía catorce años, ingresó en el Hospital Royal Waterloo por anorexia nerviosa. Bajo el cuidado del controvertido psiquiatra William Sargant, se le administró electrochoque y grandes dosis de la droga antipsicótica clorpromazina. Ella ha declarado que Sargant todavía aparece en sus pesadillas.
El 13 de febrero de 2011 fue invitada a Desert Island Discs de BBC Radio 4. 
En el 2013 recibió un doctorado honorario por la Universidad de Winchester.
En el programa de genealogía de la BBC Who Do You Think You Are?, donde participó en octubre de 2012, Imrie descubrió que un antepasado suyo por lado materno era William, Lord Russell, un parlamentario whig ejecutado por traición en 1683, luego de ser declarado culpable de conspirar contra el rey Carlos II.

## Premios
- (1992) Premio Clarence Derwent a la mejor actriz de reparto porThe Sea
- (2006) Premio Olivier a la mejor actuación secundaria en un musical por Acorn Antiques: The Musical! [25]
- (2017) Premio UK WFTV (Mujeres en Cine y Televisión) por el Logro de por vida de EON Productions[26]

## Filmografía

### Películas
| Año  | Título                                          | Personaje                 | Notas |
| ---- | ----------------------------------------------- | ------------------------- | ----- |
| 1973 | Asesino                                         |                           |       |
| 1974 | House of Whipcord                               | Bárbara                   |       |
| 1978 | Muerte en el Nilo                               | Mucama (sin acreditar)    |       |
| 1983 | The Wicked Lady                                 | Criada en la posada       |       |
| 1986 | Highlander                                      | Kate                      |       |
| 1992 | Blue Black Permanent                            | Barbara Thorburn          |       |
| 1994 | Frankenstein de Mary Shelley                    | Sra. Moritz               |       |
| 1995 | En lo más crudo del crudo invierno              | Fadge                     |       |
| 1997 | The Borrowers                                   | Homily Clock              |       |
| 1998 | Hilary y Jackie                                 | Iris Du Pré               |       |
| 1998 | Hiccup (corto)                                  | Judy                      |       |
| 1999 | Star Wars: Episodio I - La amenaza fantasma     | Piloto de combate Bravo 5 |       |
| 2001 | El diario de Bridget Jones                      | Una Alconbury             |       |
| 2001 | Lucky Break                                     | Amy Chamberlain           |       |
| 2001 | Rvelation                                       | Harriet Martel            |       |
| 2002 | Thunderpants                                    | Miss Rapier               |       |
| 2002 | Heartlands                                      | Sonja                     |       |
| 2003 | Calendar Girls                                  | Celia                     |       |
| 2003 | Out of Bounds                                   | Dra. Imogen Reed          |       |
| 2004 | Wimbledon                                       | Lydice Kenwood            |       |
| 2004 | Bridget Jones: The Edge of Reason               | Una Alconbury             |       |
| 2005 | Wah-Wah                                         | Lady Riva Hardwick        |       |
| 2005 | Imagine Me & You                                | Tessa                     |       |
| 2005 | Nanny McPhee                                    | Sra. Selma Quickly        |       |
| 2007 | St Trinian's                                    | Enfermera                 |       |
| 2009 | St Trinian's 2: The Legend of Fritton's Gold    | Enfermera                 |       |
| 2010 | Conocerás al hombre de tus sueños               | Enid Wicklow              |       |
| 2011 | El exótico Hotel Marigold                       | Madge Hardcastle          |       |
| 2011 | My Angel                                        | Bibliotecaria             |       |
| 2012 | Acts of Godfrey                                 | Helen McGann              |       |
| 2013 | Love Punch                                      | Pen                       |       |
| 2014 | What We Did on Our Holiday                      | Agnes Chisolm             |       |
| 2014 | Nativity 3: Dude, Where's My Donkey?            | Clara Keen                |       |
| 2015 | El nuevo Hotel Marigold                         | Madge Hardcastle          |       |
| 2015 | Molly Moon and the Incredible Book of Hypnotism | Edna la cocinera          |       |
| 2016 | Year by the sea                                 | Erikson                   |       |
| 2016 | Absolutely Fabulousː The Movie                  | Claudia Bing              |       |
| 2016 | Bridget Jones's Baby                            | Una Alconbury             |       |
| 2017 | A Cure for Wellness                             | Victoria Watkins          |       |
| 2017 | Monster Family                                  | Cheyenne                  | Voz   |
| 2017 | Finding Your Feet                               | Bif                       |       |
| 2018 | Malevolent                                      | Sra. Green                |       |
| 2018 | Mamma Miaǃ Here We Go Again                     | Vicecanciller             |       |
| 2018 | Nativity Rocks! This Ain’t No Silent Night      | Sra. Keen                 |       |
| 2023 | Good Grief                                      | Imelda                    |       |
| 2025 | Bridget Jones: Mad About the Boy                | Una Alconbury             |       |

### Televisión
| Año        | Título                                         | Personaje                   | Notas                                                                          |
| ---------- | ---------------------------------------------- | --------------------------- | ------------------------------------------------------------------------------ |
| 1974       | Upstairs, Downstairs                           | Jenny                       | Episodiosː "If You Were the Only Girl in the World". "Missing Believed Killed" |
| 1979       | To the Manor Born                              | Polly                       | Episodioː "A Touch of Class"                                                   |
| 1980       | Shoestring                                     | Sheila Johnson              | Episodioː "The Dangerous Game"                                                 |
| 1980       | To the Manor Born                              | Recepcionista de cirugía    | Episodioː "Vive Le Sport"                                                      |
| 1981       | The Nightmare Man                              | Fiona Patterson             |                                                                                |
| 1981       | 81 Take 2                                      |                             | Película para televisión                                                       |
| 1982       | Else Queen                                     | Cloud Howe                  |                                                                                |
| 1983       | Bergerac                                       | Marianne                    |                                                                                |
| 1985– 1987 | Victoria Wood as Seen on TV                    | Varios papeles.             |                                                                                |
| 1988       | Taggart                                        | Helen Lomax                 | Episodioː "Root of Evil"                                                       |
| 1988- 1989 | The New Statesman                              | Hilary                      | Episodiosː "Alan B'Stard Closes Down the BBC", "May the Best Man Win"          |
| 1989       | Murder by Moonlight                            | Patsy Diehl                 | Película para televisión                                                       |
| 1989       | Victoria Wood                                  | Carol                       | Episodioː "We'd Quite Like to Apologise"                                       |
| 1989       | Victoria Wood                                  | Jackie                      | Episodioː "Val De Ree (Ha Ha Ha Ha Ha)"                                        |
| 1989       | Victoria Wood                                  | Julia / Spoof TV Ad actress | "Staying In"                                                                   |
| 1990       | Oranges Are Not the Only Fruit                 | Miss Jewsbury               |                                                                                |
| 1990       | The World of Eddie Weary                       | Birdie                      | Película para televisión                                                       |
| 1990       | Old Flames                                     | Davina Wright / Hopjoy      |                                                                                |
| 1990       | 102 Boulevard Haussman                         | Mme Massis                  |                                                                                |
| 1991       | Lovejoy                                        | Lady Felicity Carey-Holden  | Episodioː "The Italian Venus"                                                  |
| 1991       | The Darling Buds of May                        | Corinne Perigo              | Episodioː "When the Green Woods Laugh (Parts 1 & 2)"                           |
| 1991       | All Good Things                                | Rachel Bromley              |                                                                                |
| 1991       | Stay Lucky                                     | Julie Vernon                | Episodioː "The Food of Love"                                                   |
| 1992       | Victoria Wood's All Day Breakfast              |                             |                                                                                |
| 1992       | Van der Valk                                   | Marijke Dekker              | Episodioː "Still Waters"                                                       |
| 1993       | Bonjour la Classe                              | Mrs. Botney                 | Episodioː "Red Card"                                                           |
| 1993       | The Riff Raff Element                          | Joanna Tundish              |                                                                                |
| 1993       | A Question of Guilt                            | Sissy Malton                | Película para televisión                                                       |
| 1994       | A Dark Adapted Eye                             | Vera                        | Película para televisión                                                       |
| 1994       | Pat and Margaret                               | Claire                      |                                                                                |
| 1994       | Susan Nunsuch                                  | Telefilm                    |                                                                                |
| 1995- 2001 | Absolutamente fabulosas                        | Claudia Bing                |                                                                                |
| 1995       | Casualty                                       | Elizabeth Clayton           | Episodioː "Learning Curve"                                                     |
| 1995–1996  | Blackhearts In Battersea                       | Duquesa de Battersea        |                                                                                |
| 1996       | The Writing on the Wall                        | Kirsty                      | Película para televisión                                                       |
| 1997       | Hospital!                                      | Sister Muriel               | Película para televisión                                                       |
| 1997       | Wokenwell                                      | June Bonney                 |                                                                                |
| 1997       | Into the Blue                                  | Nadine Cunningham           |                                                                                |
| 1997       | The History of Tom Jones, a Foundling          | Sra. Miller                 |                                                                                |
| 1997       | El fantasma de Canterville                     | Lucy Otis                   | Película para televisión                                                       |
| 1997       | Mr. White Goes to Westminster                  | Victoria Madison            | Película para televisión                                                       |
| 1998       | Duck Patrol                                    | Mrs. Calloway               | Episodioː "River Rage"                                                         |
| 1998–2000  | Dinnerladies                                   | Philippa                    |                                                                                |
| 1999       | Hetty Wainthropp Investigates                  | Dueña del club nocturno     | Corto para televisión                                                          |
| 1999       | Hilltop Hospital                               | Surgeon Sally (voz)         |                                                                                |
| 1999       | A Christmas Carol                              | Mrs. Bennett                | Película para televisión                                                       |
| 2000       | Gormenghast                                    | Lady Gertrude               |                                                                                |
| 2000       | Dalziel and Pascoe                             | Christina Chance            | Episodioː "Above the Law"                                                      |
| 2000       | Victoria Wood With All The Trimmings           | Herself                     |                                                                                |
| 2001       | Love in a Cold Climate                         | Tía Sadie                   |                                                                                |
| 2001       | Baddiel's Syndrome                             | Ruth Proudhon               | Episodioː "Inventions Now"                                                     |
| 2001       | Station Jim                                    | Miss Frazier                | Telefilm                                                                       |
| 2001       | Midsomer Murders                               | Louise August               | Episodioː "Dark Autumn"                                                        |
| 2001       | Randall & Hopkirk                              |                             | Episodioː "Revenge of the Bog People"                                          |
| 2002       | Heartbeat                                      | Sylvia Langley              | Episodioː "The Shoot"                                                          |
| 2002       | The Gathering Storm                            | Violet Pearman              | Película para televisión                                                       |
| 2002       | Sparkhouse                                     | Kate Lawton                 |                                                                                |
| 2002       | A Is for Acid                                  | Rose Henderson              | Película para televisión                                                       |
| 2002       | Daniel Deronda                                 | Sra. Meyrick                |                                                                                |
| 2002       | Doctor Zhivago                                 | Anna Gromyko                |                                                                                |
| 2003       | The Planman                                    | Gail Forrester              | Película para televisión                                                       |
| 2003       | Still Game                                     | Mrs Begg                    | Episodioː "Wummin'"                                                            |
| 2004       | Jonathan Creek                                 | Thelma Bailey               | Episodioː "Gorgons Wood"                                                       |
| 2004       | Doc Martin                                     | Susan Brading               | Episodioː "Going Bodmin"                                                       |
| 2004       | Agatha Christie's Marple                       | Madame Joilet               | "4.50 From Paddington                                                          |
| 2005       | Mr. Harvey Lights a Candle                     | Miss Davies                 | Película para televisión                                                       |
| 2006       | Agatha Christie's Poirot                       | Tía Kathy Cloade            | "Taken at the Flood"                                                           |
| 2006       | The Lavender List                              | Mary Wilson                 | Película para televisión                                                       |
| 2006       | Where the Heart Is                             | Gaynor Whiteside            | Episodioː "Walk of Faith"                                                      |
| 2007–2008  | After You've Gone                              | Diana                       |                                                                                |
| 2007–2009  | Kingdom                                        | Gloria Millington           |                                                                                |
| 2009       | Cranford                                       | Lady Glenmire               | Episodioː "Christmas Special"                                                  |
| 2010       | The Road to Coronation Street (as Doris Speed) | Doris Speed                 | Película para televisión                                                       |
| 2011       | The Bleak Old Shop of Stuff                    | Miss Christmasham           |                                                                                |
| 2012       | Hacks                                          | Tabby                       | Película para televisión                                                       |
| 2012       | Titanic                                        | Grace Rushton               |                                                                                |
| 2012       | Lewis                                          | Michelle Marber             | Episodioː The Soul of Genius                                                   |
| 2013       | Doctor Who                                     | Miss Kizlet                 | Episodioː "The Bells of Saint John"                                            |
| 2013       | Love and Marriage                              | Rowan Holdaway              |                                                                                |
| 2014       | Blandings                                      | Charlotte                   |                                                                                |
| 2014       | Our Zoo                                        | Lady Daphne Goodwin         |                                                                                |
| 2015       | Vicious                                        | Lillian Haverfield-Wickham  |                                                                                |
| 2016       | Legends of Tomorrow                            | Mary Xavier                 |                                                                                |
| 2016–2022  | Better Things                                  | Phyllis                     |                                                                                |
| 2018       | Patrick Melrose                                | Kettle                      |                                                                                |
| 2018       | Hang Ups                                       | Maggie Pitt                 |                                                                                |

## Teatro
Fuente:
- 1976: Now Here's a Funny Thing
- 1976: Sherlock Holmes
- 1976: The Adventures of Alice
- 1977: Henry V
- 1977: Love's Labour's Lost
- 1977: The Boyfriend
- 1978: As You Like It
- 1978: Cabaret
- 1978: Macbeth
- 1978: 'Tis Pity She's a Whore
- 1979: The Good Humoured Ladies
- 1979: Pygmalion
- 1980: Seduced
- 1981: Heaven and Hell
- 1981: A Waste of Time
- 1982: Puntila and Matti, Master and Servant
- 1982: Puss in Boots
- 1982: Philosophy of the Boudoir
- 1982: The Screens
- 1983: Arms and the Man
- 1983: Custom of the Country
- 1983: The Merchant of Venice
- 1983: Sirocco
- 1983: Webster
- 1984: Alfie
- 1984: The Merchant of Venice
- 1984: When I Was a Girl I Used to Scream and Shout
- 1985: Particular Friendships
- 1985: The Philanthropist
- 1986: Last Waltz
- 1987: School For Wives
- 1987: Yerma
- 1988: Doctor Angelus
- 1988: The Madwoman of Chaillot
- 1990: In Pursuit of the English
- 1990: Hangover Square
- 1990: No One Sees the Video
- 1991: The Sea
- 1995: The Hothouse
- 1996: Habeas Corpus
- 1997: Dona Rosita the Spinster
- 1998: The School for Scandal
- 2003: The Way of the World
- 2003: Unsuspecting Susan
- 2005: Acorn Antiques: The Musical!
- 2005: Unsuspecting Susan
- 2009: Plague Over England
- 2009: Mixed Up North
- 2010: The Rivals
- 2010: Polar Bears
- 2010: Hay Fever
- 2011: Drama at Inish
- 2011–2012: Noises Off
- 2016: King Lear
- 2018–2019: Party Time and Celebration